# Coyote Linux
Coyote Linux je velmi malá distribuce Linuxu, obsahuje operační systém a potřebné služby pro firewall, router a NAT pro jednoduché sdílení internetového připojení s jednou IP adresou od Internet service provider, za kterou je umístěna celá síť. Lze jej nainstalovat i na velmi slabý hardware – i386 s 8MB RAM. Další výhodou je, že může být spuštěn z 3,5“ diskety. Spravovat jej lze pomocí konzole lokálně, nebo vzdáleně přes SSH, nebo přes webové rozhraní.